# Toquilla

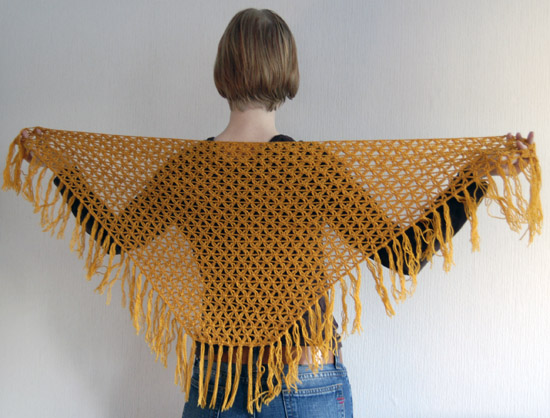
Toquilla de punto con flecos.

Toquilla es una prenda de vestir femenina triangular usada como alternativa del pañuelo o pañoleta, el mantón y la mantilla, para abrigarse el cuello, los hombros y/o la cabeza, como una pequeña capa. El tipo más común es la prenda de punto (de lana o en ganchillo o crochet) y ha formado parte de los complementos tradicionales de las madres o amas de cría durante el periodo de alimentación de los lactantes. Por su raíz semántica se ordena en el grupo de tocas y tocados, como delata uno de sus precedentes, la toquilla de gasa con que se complementaban algunos tipos de sombrero.

## Usos

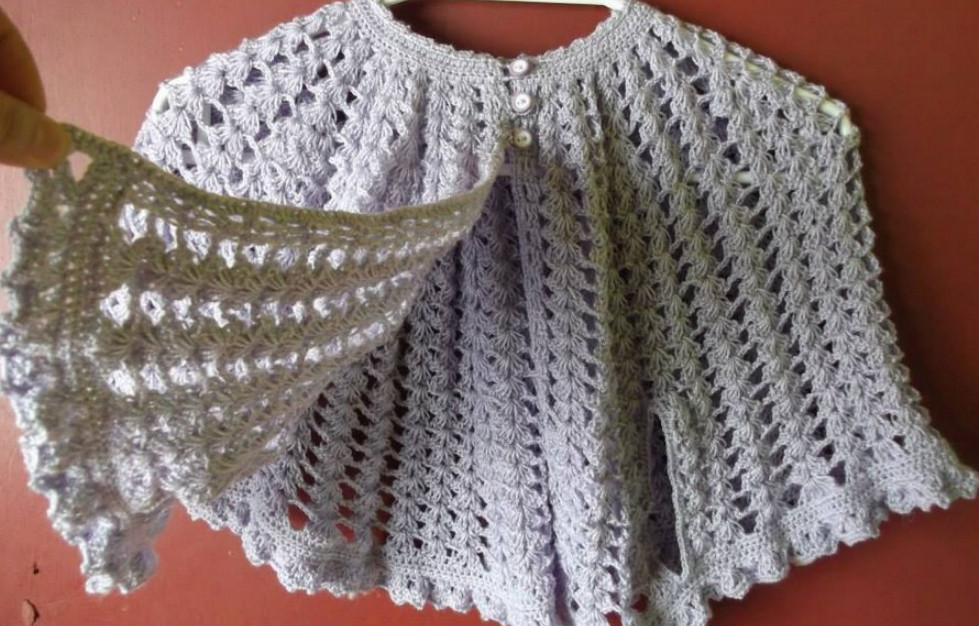
Toquilla de recién nacido.

Como prenda de fabricación doméstica y muy ligada al entorno familiar femenino, durante siglos, la toquilla (con otros nombres en otros idiomas y múltiples variantes y diversa tipología) ha sido un complemento de abrigo tradicional y muy habitual –típico incluso– en las ancianas y, paradójicamente, en las madres criando y en los propios recién nacidos, en cuyas canastillas, durante los siglos XIX y parte del XX, figuraba como prenda fija. La iconografía de la historia de la pintura española, mexicana y de algunos otros países, abunda en ejemplos que ilustran ese uso y referencia; véanse por ejemplo las representaciones de madres amamantando a sus hijos ("maternidades") o las populares escenas de bautizos donde la toquilla del bebé sobre el ropón es proverbial y casi omnipresente.
Así puede leerse por ejemplo en la novela La Tribuna, donde Emilia Pardo Bazán describe así la toquilla en párrafos como este:

Amparo tenía el mismo traje de tartán, pero muy deteriorado, y una toquilla de estambre rojo era la única prenda que indicaba el tránsito de la primavera al invierno. A despecho de tan mezquino atavío, no sé qué flor de adolescencia empezaba a lucir en su persona; el moreno de su piel era más claro y fino, sus ojos negros resplandecían.
Emilia Pardo Bazán La Tribuna (1883). Capítulo V

### En el folclore
Al igual que otras muchas prendas femeninas de uso tradicional, la toquilla aparece en coplas y canciones populares, como en esta jota leonesa conservada por la Fundación Joaquín Díaz:

## Iconografía pictórica

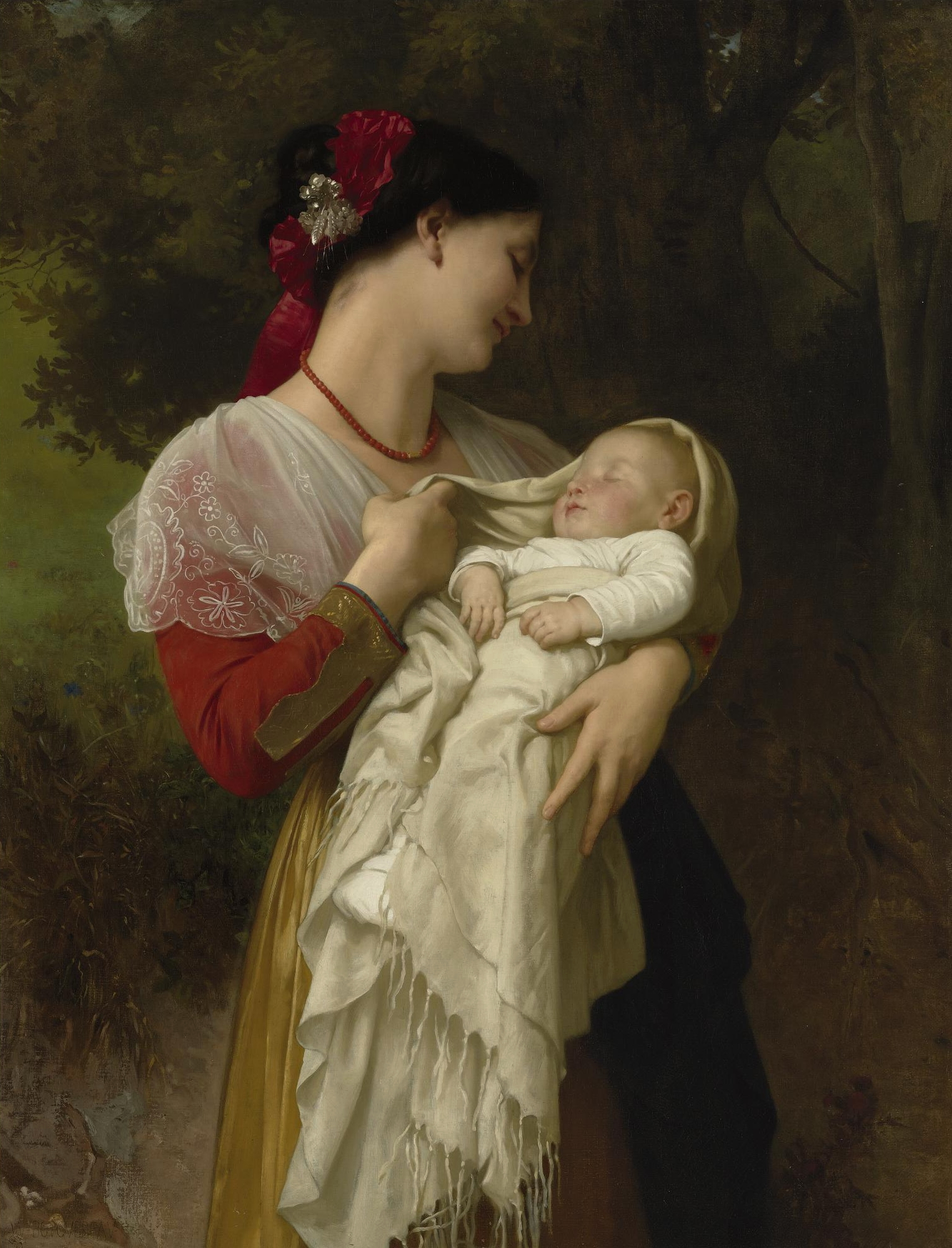
Madre con toquilla de encaje de tul y niño con larga toquilla, en este trabajo de Bouguereau, de 1869
Retrato de La madre del artista, con toquilla. Acuarela de Yefim Ladizhinsky (1911-1982)Retrato de La madre del artista, con toquilla. Acuarela de Yefim Ladizhinsky (1911-1982)
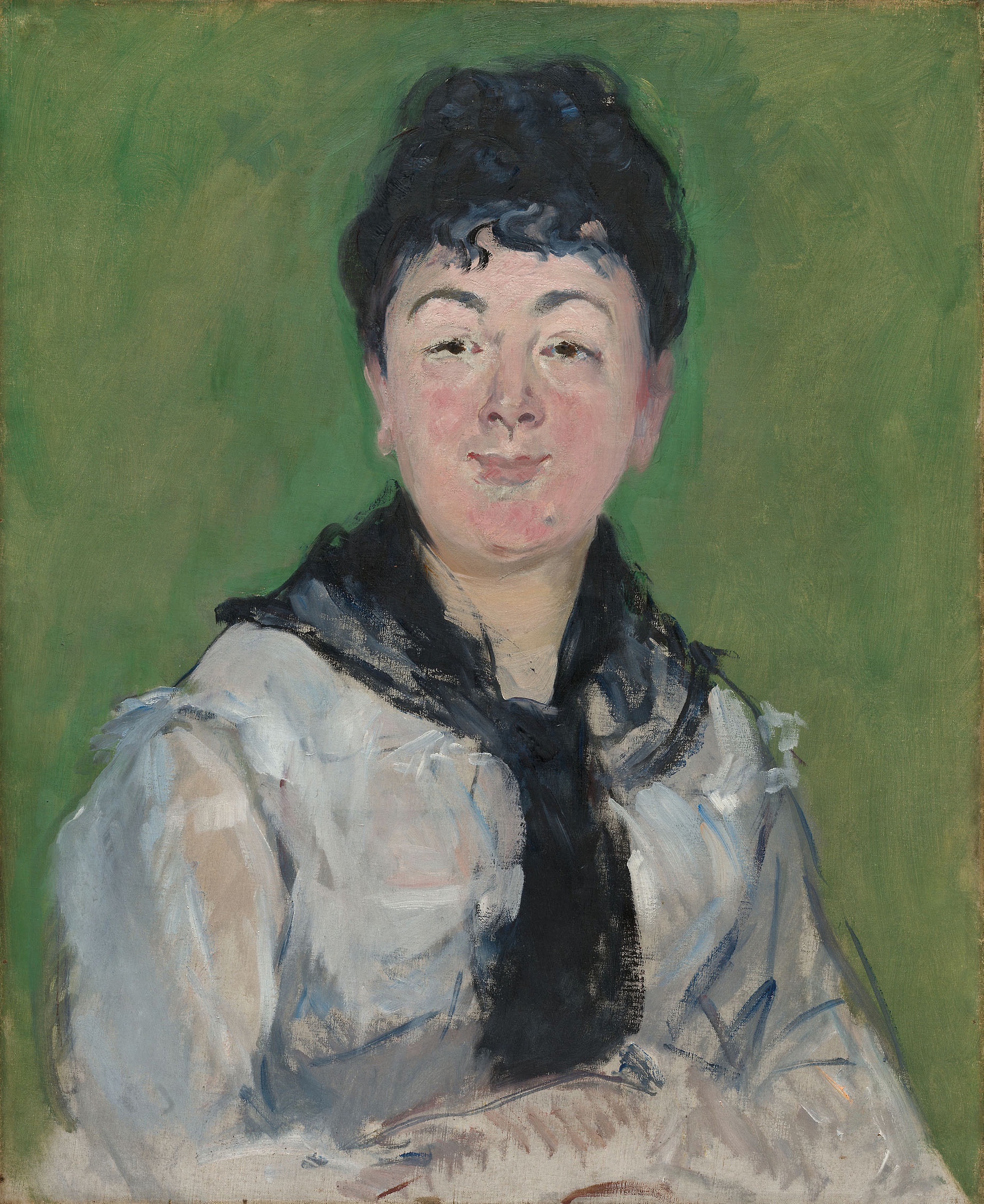
Mujer con "fichu" negro (1878), por Edouard Manet